# Вышатино
Вышатино — упразднённая деревня в Вашкинском районе Вологодской области России.
Входила в состав сельского поселения Киснемское, с точки зрения административно-территориального деления — в Киснемский сельсовет.

## География
Находилась вблизи озера Угольково.
По состоянию на 1968 год вблизи деревни располагался крупный ягодный массив, довольно перспективный для сбора и заготовки ягод в промышленных масштабах.

## Происхождение названия
Ойконим Вышатино сближается с саамским vis̄s̄a, vas̄s̄e — «ненависть», «враждебность» и суффикс -та (сравн. vis̄s̄evuotta — «вражда», «ненависть», «преследование»). Теми же исследователями допускается связь топонима с саам. viesat — «житель», «жилец», хотя эта версия рассматривается ими как менее вероятная.

## История
Населённый пункт известен с XV века. На 1556 год деревня относилась к Кириллову монастырю. На 1843 год деревня относилась к Белозерскому уезду. В дальнейшем упоминается также пустошь Вышатино, тогда населённый пункт входил в состав Моревской волости.
Упразднена 14 марта 2001 года.